# موسم الزيتون (فلم)
فيلم موسم الزيتون هو فيلم فلسطيني أنتج عام 2003 من إخراج حنا لطيف إلياس. فاز بجائزة «أفضل فيلم عربي» لعام 2003 في مهرجان القاهرة السينمائي الدولي، وكان الفيلم الفلسطيني المُرشح في حفل توزيع جوائز الأوسكار السابع والسبعون لنيل جائزة الأوسكار لأفضل فيلم بلغة أجنبية، لكنه لم يتم يترشح.

## روابط خارجية
- موسم الزيتون على موقع IMDb (الإنجليزية)
- موسم الزيتون على موقع أول موفي (الإنجليزية)
- موسم الزيتون على موقع قاعدة بيانات الفيلم (الإنجليزية)
- موسم الزيتون على موقع ليتربوكسد (الإنجليزية)
- موسم الزيتون على موقع كينوبويسك (الروسية)